# レット・バトラー (小説)
『レット・バトラー』 （英: Rhett Butler’s People）は、ドナルド・マッケイグによる長編小説。マーガレット・ミッチェルの時代小説『風と共に去りぬ』の続編として、2007年にアメリカで出版された。

## 概要
ドナルド・マッケイグ『レット・バトラー』は、2007年11月、セント・マーティン出版（St. Martin’s Press）から初版100万部で出版された。
日本語版は池田真紀子が監訳を担当し、2008年にゴマブックスで、同社の20周年記念として文庫全6巻で、7月から9月にかけ2巻ずつ刊行された。
アレクサンドラ・リプリー『スカーレット』（1991年）に続く、『風と共に去りぬ』の公式の続編作品だが、主人公スカーレット・オハラでなく、もうひとりの主人公たるレット・バトラーの視点で書き上げている。1843年から1874年までの時代に焦点を当て、レットの幼少期、成長期についても描写している。

## 出版までの経緯
マーガレット・ミッチェルは『風と共に去りぬ』（1936年刊）を完結したものとみなしていたので、多くの勧めがあったにもかかわらず、続編の筆を執ろうとはしなかった。マーガレットが交通事故で急逝した後、『風と共に去りぬ』の著作権は、夫ジョン・マーシュ、兄スティーブンズ・ミッチェルを経て、2人の甥（ジョー・ミッチェルとユージェン・ミッチェル）に引き継がれた。
ミッチェルの相続人たちは、『風と共に去りぬ』の著作権が切れる2011年以降に、誰もが続編を競作する状況となること、悪くすれば、南北戦争の仇敵である北部出身者や三文小説家が続編を書いてしまうことを危惧し、自ら続編の出版を企画、作家を公募した。その結果、1991年にアレクサンドラ・リプリー（米南部チャールストン出身）の手による続編『スカーレット』が刊行されたが、商業的には大きな成功を収めたものの、作品自体に対する評価は厳しいものがあった。
その後、続編執筆のためにエマ・テナントや、パット・コンロイが起用されたが、前者は「感覚がイギリス的過ぎる」という理由で原稿が却下・封印され、後者はミッチェルの相続人たちが課した様々な執筆上の制約（同性愛描写禁止など）が原因で、依頼を断った。
このような失敗にもかかわらず、執筆者探しは続けられ、南北戦争を舞台にした小説『ジェイコブズ・ラダー』（Jacob's Ladder）が評価されて、ドナルド・マッケイグが起用された。彼は、それまで『風と共に去りぬ』を読んだことがなかったが、一読して作品に惹きこまれた。作品の背景となる史実を綿密に調べ上げ、原著の詳細な筋立てを準備して執筆に臨んだ。書き上げた章から編集者に送付し、時折弁護士のチェックを受けた。執筆に際しては、それまでのような制約は緩和され、現代までの性や人種に関する人々の意識の変化を作品に反映することが可能となった。また、弁護士も過去の経験を踏まえて、作品の内容に過剰な干渉をしないよう注意を払った。かくして2007年に『スカーレット』に次ぐ続編として、『レット・バトラー』が刊行された。

## 日本語訳
- 『レット・バトラー　新編・風と共に去りぬ』全6巻、池田真紀子監訳、ゴマブックス・文庫、2008年